# 26e cérémonie des Tony Awards
La 26e cérémonie des Tony Awards a eu lieu le 23 avril 1972 au Broadway Theatre de Broadway et fut retransmise sur ABC.

## Cérémonie
La cérémonie présentée par Henry Fonda, Deborah Kerr et Peter Ustinov fut également ponctuée de la présence de Ethel Merman, Richard Rodgers, Richard Benjamin, Ingrid Bergman, Claire Bloom, Arlene Dahl, Sandy Duncan, Peter Falk, Lee Grant, Joel Grey, Arthur Hill, Hal Holbrook, Jean Stapleton et Gwen Verdon.
Plusieurs spectacles musicaux présentèrent des numéros en live dont : 
- Ain't Supposed to Die a Natural Death ("Put a Curse on You" - La troupe)
- Jesus Christ Superstar (Medley - Jeff Fenholt, Yvonne Elliman et la troupe)
- No, No, Nanette ("You Can Dance With Any Girl" - Helen Gallagher et Bobby Van / "I Want to Be Happy" - Ruby Keeler et la troupe)

## Palmarès
| Meilleure pièce | Meilleure comédie musicale |
| --- | --- |
| - Sticks and Bones – David Rabe - Old Times – Harold Pinter - Le Prisonnier de la seconde avenue – Neil Simon - Vivat! Vivat Regina! – Robert Bolt | - Two Gentlemen of Verona - Ain't Supposed to Die a Natural Death - Follies - Grease |
| Meilleur livret | Meilleure partition originale |
| - John Guare et Mel Shapiro – Two Gentlemen of Verona - Melvin Van Peebles – Ain't Supposed to Die a Natural Death - James Goldman – Follies - Jim Jacobs et Warren Casey – Grease | - Follies – Stephen Sondheim (musique et paroles) - Ain't Supposed to Die a Natural Death – Melvin Van Peebles (musique et paroles) - Jesus Christ Superstar – Andrew Lloyd Webber (musique) et Tim Rice (paroles) - Two Gentlemen of Verona – Galt MacDermot (musique) et John Guare (paroles)                      |
| Meilleur acteur dans une pièce | Meilleure actrice dans une pièce |
| - Cliff Gorman – Lenny dans le rôle de Lenny Bruce - Tom Aldredge – Sticks and Bones dans le rôle d'Ozzie - Donald Pleasence – Wise Child dans le rôle de Mrs. Artminster - Jason Robards – The Country Girl dans le rôle de Frank Elgin                                                 | - Sada Thompson – Twigs dans le rôle de plusieurs personnages - Eileen Atkins – Vivat! Vivat Regina! dans le rôle d'Elizabeth I - Colleen Dewhurst – All Over dans le rôle de La maîtresse - Rosemary Harris – Old Times dans le rôle d'Anna                                                                         |
| Meilleur acteur dans une comédie musicale | Meilleure actrice dans une comédie musicale |
| - Phil Silvers – A Funny Thing Happened on the Way to the Forum dans le rôle de Pseudolus - Clifton Davis – Two Gentlemen of Verona dans le rôle de Valentine - Barry Bostwick – Grease dans le rôle de Danny Zuko - Raúl Juliá – Two Gentleman of Verona dans le rôle de Proteus        | - Alexis Smith – Follies dans le rôle de Phyllis Rogers Stone - Jonelle Allen – Two Gentlemen of Verona dans le rôle de Silvia - Dorothy Collins – Follies dans le rôle de Sally Durant Plummer - Mildred Natwick – 70, Girls, 70 dans le rôle de Ida Dodd                                                           |
| Meilleur acteur de second rôle dans une pièce | Meilleure actrice de second rôle dans une pièce |
| - Vincent Gardenia – Le Prisonnier de la seconde avenue dans le rôle d'Harry Edison - Douglas Rain – Vivat! Vivat Regina! dans le rôle de William Cecil - Lee Richardson – Vivat! Vivat Regina! dans le rôle de Lord Bothwell - Joe Silver – Lenny dans le rôle de plusieurs personnages | - Elizabeth Wilson – Sticks and Bones dans le rôle d'Harriet - Cara Duff-MacCormick – Moonchildren dans le rôle de Shelly - Mercedes McCambridge – The Love Suicide at Schofield Barracks dans le rôle de Lucy Lake - Frances Sternhagen – The Sign in Sidney Brustein's Window dans le rôle de Mavis Parodus Bryson |
| Meilleur acteur de second rôle dans une comédie musicale | Meilleure actrice de second rôle dans une comédie musicale |
| - Larry Blyden – A Funny Thing Happened on the Way to the Forum dans le rôle d'Hysterium - Timothy Meyers – Grease dans le rôle de Kenickie - Gene Nelson – Follies dans le rôle de Buddy Plummer - Ben Vereen – Jesus Christ Superstar dans le rôle de Judas Iscariot                   | - Linda Hopkins – Inner City dans le rôle de plusieurs personnages - Adrienne Barbeau – Grease dans le rôle de Betty Rizzo - Bernadette Peters – On the Town dans le rôle d'Hildy Esterhazy - Beatrice Winde – Ain't Supposed to Die a Natural Death dans le rôle de plusieurs personnages                           |
| Meilleure mise en scène pour une pièce | Meilleure mise en scène pour une comédie musicale |
| - Mike Nichols – Le Prisonnier de la seconde avenue - Jeff Bleckner – Sticks and Bones - Gordon Davidson – The Trial of the Catonsville Nine - Peter Hall – Old Times | - Harold Prince et Michael Bennett – Follies - Gilbert Moses – Ain't Supposed to Die a Natural Death - Mel Shapiro – Two Gentlemen of Verona - Burt Shevelove – A Funny Thing Happened on the Way to the Forum |
| Meilleure chorégraphie | Meilleurs décors |
| - Michael Bennett – Follies - Patricia Birch – Grease - Jean Erdman – Two Gentlemen of Verona | - Boris Aronson – Follies - John Bury – Old Times - Kert Lundell – Ain't Supposed to Die a Natural Death - Robin Wagner – Jesus Christ Superstar |
| Meilleurs costumes | Meilleures lumières |
| - Florence Klotz – Follies - Theoni V. Aldredge – Two Gentlemen of Verona - Randy Barceló – Jesus Christ Superstar - Carrie F. Robbins – Grease | - Tharon Musser – Follies - Martin Aronstein – Ain't Supposed to Die a Natural Death - John Bury – Old Times - Jules Fisher – Jesus Christ Superstar |

## Autres récompenses
- The Theatre Guild—American Theatre Society, pour ses nombreuses années de service du public pour les spectacles de tournée.
- Fiddler on the Roof, en devenant la plus longue production musicale de l'histoire de Broadway. Présenté à Harold Prince
- Ethel Merman
- Richard Rodgers[1]